# Brachythecium sulphureum
Brachythecium sulphureum là một loài Rêu trong họ Brachytheciaceae. Loài này được (Geh. & Hampe) Paris mô tả khoa học đầu tiên năm 1894.